# Brug 1829
Brug 1829 is een vaste brug in Amsterdam Nieuw-West.
De brug verbindt voor voetgangers de wijken Geuzenveld-Slotermeer en De Eendracht met elkaar. De brug ligt in het verlengde van de Goeman Borgesiusstraat en voert vanaf de Cort van der Lindenkade over een afwateringstocht richting Park de Kuil. De brug kwam in 1992. De brug heeft betonnen landhoofden en brugpijlers. Vanaf de eveneens betonnen borstweringen volgen houten leuningen en een houten loopdek, gemonteerd op stalen liggers. Midden op de brug staat een lantaarn ontworpen door (of geïnspireerd op werk van) Friso Kramer. Hekjes moeten fietsers etc. weghouden van de brug.
<<< · 1800 · 1801 · 1802 · 1803 · 1804 · 1805 · 1806 · 1807 · 1808 · 1809 ·  1810 · 1811 · 1812 · 1813 · 1814 · 1815 · 1816 · 1818 · 1819 · 1820 · 1821 · 1822 · 1823 · 1824 · 1826 · 1827 · 1828 · 1829 · 1830 · 1831 · 1832 · 1833 · 1834 · 1835 · 1836 · 1837 · 1838 · 1839 · 1840 · 1841 · 1842 · 1843 · 1844 · 1845 · 1846 · 1847 · 1848 · 1849 · 1850 · 1851 · 1852 · 1853 · 1854 · 1855 · 1856 · 1857 · 1858 · 1859 · 1860 · 1861 · 1862 · 1863 · 1864 · 1865 · 1866 · 1867 · 1868 · 1869 ·  1870 · 1871 · 1872 · 1873 · 1874 · 1875 · 1876 · 1877 · 1879 ·  1880 · 1881 · 1882 · 1883 · 1884 · 1885 · 1886 · 1888 · 1889 · 1890 · 1891 · 1892 · 1893 · 1894 · 1895 · 1896 · 1897 · 1898 · 1899 · >>>
Brugnummers 1817, Brug 1819, 1820, 1825, 1878, 1887  zijn niet (meer) vergeven.